# Радіоактивні елементи
Радіоактивні елементи (рос. радиоактивные элементы, англ. radioactive elements, нім. radioaktive Elemente n pl) — хімічні елементи, які не мають стабільних ізотопів, тобто всі ізотопи яких радіоактивні.
Зазвичай цим терміном часто називають будь-який елемент, в природній суміші якого є хоча б один радіоактивний ізотоп, тобто якщо елемент проявляє радіоактивність в природі.

## Основні відомості
Радіоактивними елементами є технецій, прометій, полоній і за суворого підходу, всі наступні за ним елементи в періодичній системі елементів. Більшість радіоактивних елементів належать до рядів урану та торію і до відгалужень від цих рядів, розпад переважної більшості яких завершується ізотопами свинцю. Всі синтезовані нині елементи є радіоактивними хімічними елементами.
Наступні елементи містять в природних сумішах хоча б один радіоактивний ізотоп: калій, кальцій, ванадій, германій, селен, рубідій, цирконій, молібден, кадмій, індій, телур, лантан, неодим, самарій, європій, гадоліній, лютецій, гафній, вольфрам, реній, осмій, платина, торій, уран (в список не внесені дочірні елементи з рядів урану та торію, такі як радій, радон і астат, а також елементи, які утворюються в атмосфері Землі під дією космічних променів, такі як вуглець-14).
Всі елементи, що йдуть за ураном, називаються трансурановими елементами. Є припущення, що деякі далекі трансуранові елементи можуть бути не радіоактивними або, у всякому разі, мати достатньо довгоживучі ізотопи, щоб бути присутніми у природі.
Багато радіоактивних елементів мають важливе практичне значення, зокрема уран і плутоній використовують як матеріал, що ділиться в атомних реакторах та в ядерній зброї, деякі радіоактивні елементи застосовують для виготовлення атомних електричних батарей з терміном безперервної роботи до кількох років, а найбільш довгоживучі природні ізотопи радіоактивних елементів використовуються в геохронології.